# ピアノ三重奏曲第1番 (ベートーヴェン)
ピアノ三重奏曲第1番（ピアノさんじゅうそうきょくだいいちばん）変ホ長調 作品1-1は、ルートヴィヒ・ヴァン・ベートーヴェンが1793年から1795年にかけて作曲したピアノ三重奏曲である。ウィーンで1795年10月で初公演され、第2番、第3番と共にカール・アロイス・フォン・リヒノフスキーに献呈された。
作曲地はボンと推定されている。

## 演奏時間
約28分

## 楽曲構成
第1楽章
アレグロ、変ホ長調、4分の4拍子、ソナタ形式。第１主題は、主和音が分散和音で上行するもの。これが少しずつ変化をつけて3回繰り返されてから、なだらかに音階が下行していく。第2主題は変ロ長調。
第2楽章
アダージョ・カンタービレ、変イ長調、4分の3拍子、ロンド形式。ロンド主題はピアノで提示される。最初の副主題は、ヴァイオリンとチェロにより変ホ長調で歌われる。第2の副主題は変イ短調で提示される。
第3楽章
スケルツォ、アレグロ・アッサイ、変ホ長調、4分の3拍子。主題は短前打音を伴ったもの。トリオは変イ長調。弦楽器の和声の上でピアノが主題を歌う。
第4楽章
フィナーレ、プレスト、変ホ長調、4分の2拍子。第1主題はピアノの跳躍音形で始まる。第2主題は変ロ長調で、主和音の分散下行と音階下行をヴァイオリンが奏する。